# Еспирито Санто
Еспирито Санто (порт. Espírito Santo) је једна од држава Бразила смештена на југоистоку земље. Главни град је Виторија, а највећи град Вила Веља. Област је добила назив по Светом Духу. Скоро 40% територија је обала океана, где се налазе најпознатије луке као и најпознатије туристичке дестинације. Главни град, Виторија налази се на острву, док се на крајњем северу налази место Консеисау да Бара познато по својим пешчаним динама.

## Географија
Држава Еспирито Санто обухвата 46.180 кв. километара и величине је Естоније. Острво Триндаде и Мартим Ваз налази се 715 километара источно од Виторије и такође припада држави Еспирито Санто. Највећа река је Доће, друге познате реке су Санта Марија која се налази на северу и Жука која се налази на југу. Клима је у приобалном подручју тропска са сувом зимом и кишним летима. Северно од реке Доће клима је претежно сува и топла, док је у планинском подручју хладније. Област око реке Доће има око 26 већих језера од којих је највеће језеро Жупарана.
Еспирито Санто се налази на крајњем истоку, југоисточне подрегије Бразила, која обухвата државе Сао Пауло, Минас Жераис и Рио де Жанеиро. На истоку излази на Атлантски океан, на северу је држаба Баија, на западу Минас Жераис а на југу Рио де Жанеиро. Поред Виторије, већи градови су Качоеиро де Итапемирим, Колатина, Лињарес, Сау Матеуш и Аракруз. 
Становници ове државе носи надимак Капижабаси, што је израз који су локални домороци наденули Португалским колонистима, и по једном тумачењу представља кукурузну свилу, јер су колонисти који су дошли у ово подручје имали светао тен.

## Историја
Еспирито Санто су прво насељавали индијански домороци, касније га колонизују Португалци, као и потомци робова, а након тога се досељавају и Европски емигранти различитих националности.
Након доласка првих колонизатора 1500. године ова област била је додељена познатом португалском колонизатору Васку Коутињу, он је у ову област дошао тек 1535. године довевши са собом 60 војника, робове и слуге. У првом периоду главни град области био је Вила Веља, али због честих напада домородаца, главни град је пресељен у Виторију, острво поред Вила Веља.
Област је остало под директним утицајем Коутињове породице преко 140 година. Статус провинције добила је после 1821. године. Након проглашења независности 1822. године начелници округа постају начелници провинције. Након проглашења републике 1899. године. Еспирито Санто добија статус државе. Након преузимања власти Жетулија Варгаша, гувернери су постављани од стране Конгреса. Након тога, за кратко време у коме је била успостављена демократска федерална власт, гувернери су бирани на изборима. Ипак, након војног пуча 1964. године избор гувернера враћен је у Конгрес.

## Демографија
Држава Еспирито Санто има преко 3,5 мил. становника, што представља густину насељености од 72,7 ст. по км. квадратном. Тзв. Пардоса (мешане пути) има око 48,2%, Белаца 43,3%, Црнаца 8,05%. Еспирито Санто је држава која је у прошлости имала знатно већи број становника светле пути, у 1940. године било их је између 70-80%, ову област су у великој мери насељавали емигранти из Италије, Немачке и Пољске, али с обзиром да ова држава није имала велику насељеност, почели су да је насељавају становници из пограничних држава пре свега из Баије, која је држава са највећим процентом Афро-Бразилског становништва у Бразилу.
Индијанци
Пре доласка колонизатора на територији државе Еспирито Санто живела су индијанска племена Тупиниквим, Теминино, Ајморе, Пури и Ботокудо. Након доласка колонизатора ова племена су у великој мери прихватили португалско-бразилску цивилизацију, и припадници ових племена били су једни од првих становника новоформираних градова.
Португалци
Први португалски колонисти дошли су у област Вила Веље 1535. године заједно са Васком Коутињом, први капетаном области Еспирито Санта. Касније су кренули са насељавањем острва Виторија и залива око острва.
Италијани
У држави Еспирито Санто живи велики број италијанских имиграната. Основали су више градова и имали велики утицај на друштво. Италијанске плесне групе и кулинарство заузимају велики део у култури Капижабаса. 
Немци
Прво немачко насеље у Еспирито Санту је Санта Изабел, које је основано 1844. године. Као и Италијански досељеници и Немци су у великој мери задржали обичаје из своје домовине, између осталих тзв. Зомерфест, фестивал који се одржава у месту Домингош Мартинс.
Шпанци
Шпанци посебно они из Баскије, почели су да се досељавају у Еспирито Санто у време Иберијске уније (1580-1640). Њихове главне активности биле су лов на китове, који су се у то време лако налазили дуж обале Еспирито Санто. У прилог томе говори и то да је једна од најважнијих женских личности у историји Еспирито Санта била Марија Ортиз, борац против Холандских освајача, била пореклом из Баскије. Број шпанских емиграната нагло је почео да опада након поновног успостављања Португалске монархије.
Африканци
Први афрички робови дошли су у Виторију 1609. године. Ипак Еспирито Санто одиграо је велику улогу у покрету за укидање ропства, јер се на овој територији догодио устанак робова 1848-1849. године. После овог догађаја робовласништво је почело да губи на значају.
Тиролци, Румуни, Источноевропски Роми
Јако је тешко дати прецизне бројеве емиграната из ових националних група који су долазили у Еспирито Санто јер су долазили са Аустроугарским пасошима, а Тиролци и са пасошима Швајцарске. Једна од значајних чињеница за емигрантске заједнице Тиролаца била је да су те групе чинили млади људи, којима су аустријски закони отежавали склапање бракова пре 30 године, како би што дуже остајали у војсци. Стога је велики број њих одлазио у друге земље како би се венчали а онда су одлазили у емиграцију. Што се тиче Румуна и Рома они су у Еспирито Санто долазили са аустријским пасошима. Веће групе Рома почеле су да насељавају подручје крајем 18. века.

## Економија
Услужни сектор заузима 50% БДП државе Еспирито Санто, у стопу га прати индустријски сектор са 44%, а пољопривреда тек са 5%. Еспирито Санто извози: производе од гвожђа и челик 35,8%, папир 25,2%, кафу 7,7%, гранит 6,5%.
Најзаступљеније пољопривредне културе су пиринач, кафа, какао, шећер, пасуљ, воће и кукуруз. Сточарство је највише заступљено кроз производњу крава. 
Виторија је важна лука за извоз гвожђа и челика по чијој производњи је Бразил први у свету. У месту Сао Матеуш на копненој подлози почела је експлоатација нафте.